# Шишкина, Марина Борисовна
Марина Борисовна Шишкина (род. 21 ноября 1983) — российская спортсменка, призёр чемпионатов России по вольной борьбе, мастер спорта России.

## Спортивные результаты
- Чемпионат России по женской борьбе 2012 года — ;
- Чемпионат России по женской борьбе 2008 года — ;
- Гран-при Иван Ярыгин 2008 года — ;
- Чемпионат России по женской борьбе 2007 года — ;